# Keystone Kapers
Keystone Kapers è un videogioco a piattaforme programmato da Garry Kitchen e pubblicato da Activision nel 1983 per la console Atari 2600 e i computer Atari 8-bit. Successivamente nel 1984 è stato adattato per Atari 5200, ColecoVision e MSX.
Il gioco è stato presentato al CES di Las Vegas nel 1983.

## Modalità di gioco
Il giocatore manovra il poliziotto Keystone Kelly all'inseguimento dentro un grande magazzino dell'evaso Harry Hooligan. Il giocatore ha a sua disposizione 50 secondi.
Durante la sua corsa Kelly deve evitare una serie di ostacoli che gli faranno perdere tempo. Dato che l'area di gioco è vasta e su più livelli, Kelly può usufruire di un ascensore per spostarsi velocemente nei piani che compongono il grande magazzino, oppure più lentamente tramite scale mobili.
Il giocatore guadagna punti:
- sacchetto di denaro - 50 punti
- valigetta - 50 punti
- in base al tempo rimasto quando si cattura Harry. Più si è avanti di livello, più punti si guadagnano. Dopo il sedicesimo livello, il bonus rimane sempre lo stesso.

Si perde un poliziotto quando:
- ci si scontra con un aeroplano giocattolo
- finisce il tempo a disposizione
- Harry riesce a scappare dal tetto

Se ci si scontra con una radio, un carrello della spesa o una palla saltellante, vengono detratti 9 secondi dal timer. Il gioco termina quando si perdono tutte le vite a disposizione. Se ne guadagna una ogni 10.000 punti per un massimo di 3.
Al raggiungimento di 1.000.000 punti al posto del contatore a 6 cifre, appaiono 6 elmetti. Al successivo incremento di punteggio, il gioco si blocca terminando.

## Accoglienza
Deseret News dà 3 stelle alla versione per ColecoVision di Keystone Kapers, elogiando le migliorie grafiche rispetto alla versione originale.
Le italiane Videogiochi e Electronic Games nel maggio 1984 giudicarono la versione per Atari 2600 un ottimo gioco, tra i migliori della Activision.